# Appelspintkever
De appelspintkever (Scolytus mali) is een keversoort uit de familie van de snuitkevers (Curculionidae). De wetenschappelijke naam van de soort werd in 1805 gepubliceerd door Johann Matthäus Bechstein.

## Beschrijving
De walsvormige, zwarte kever is 3-4 mm lang. Het halsschild is groot en aan de voorkant vernauwd. De basis en de zijkanten zijn kantig gerand. Het halsschild bedekt van bovenaf gezien niet de kop. De voorkant van de kop van de mannelijke kever is plat en behaard, bij het vrouwtje is de voorkant gewelfd en kaal. Het anaalsterniet heeft bij het mannetje een dwarse deuk, bij het vrouwtje zit er een kleine lengte deuk (seksuele dimorfie). De voorkant heeft geen lengtekiel. De donkerbruine dekschilden hebben twee roodbruine, soorten rijen met puntjes. De rijtjes liggen verder dan de grootte van de puntjes uit elkaar. De naadstrepen van de dekschilden zijn niet ingedrukt. Het achterlijf loopt vanaf het tweede sterniet tot aan het eind schuin omhoog. De schenen van de voorpoten zijn glad en hebben een haakvormige, kromme punt. De derde tars is tweedelig.

## Levenswijze
De appelspintkever tast verzwakte bomen aan en komt vooral voor op peren (Pyrus) en Prunus-soorten, maar ook op lijsterbes (Sorbus), meidoorn (Crataegus), dwergmispels (Cotoneaster), haagbeuken (Carpinus) en soms ook op iepen (Ulmus) en hazelaar. De kever leeft in de bast van de boom. In de bast zitten talrijke kleine gaatjes. Onder de bast bestaat het vraatbeeld van de kever uit een moedergang met door de larven gemaakte zijdelings weglopende zijgangen. Tijdens de rijpingsvreterij wordt van naburige gezonde bomen de okselknoppen weggevreten. Er zijn twee generaties per jaar. De eerste generatie kevers vliegen van mei tot juni en de tweede van augustus tot september. De kevers zijn monogaam.

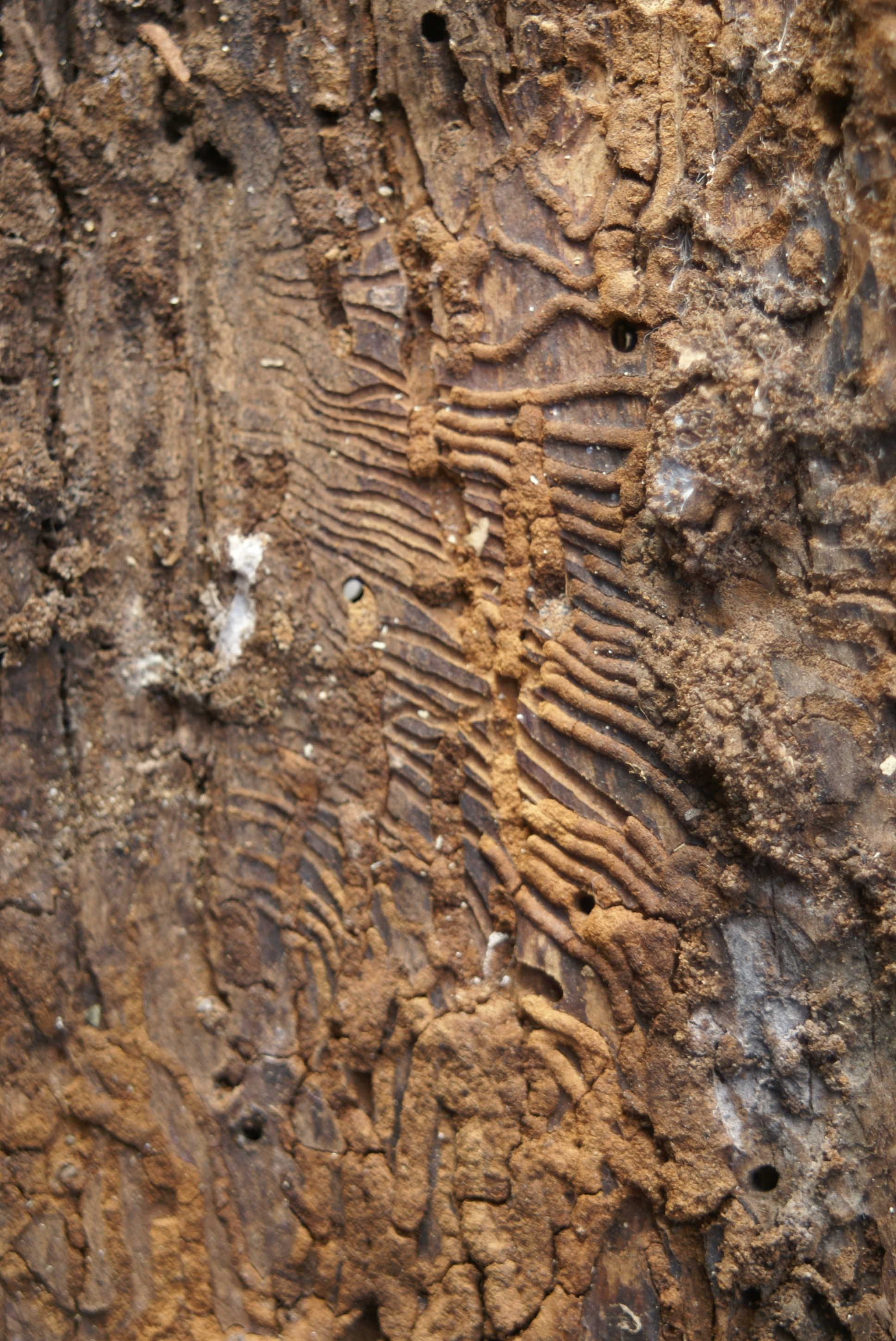
Vraatbeeld

## Verspreiding
De appelspintkever komt in Europa tot in de Kaukasus en Oeral, in Zweden en Zuidwest-Finland voor, maar niet in Noorwegen.

## Synoniemen
De volgende synoniemen zijn bekend:
- Bostrichus mali Bechstein, 1805
- Eccoptogaster castaneus Ratzeburg, 1837
- Eccoptogaster pruni Ratzeburg, 1837
- Eccoptogaster pyri  Ratzeburg, 1837
- Scolytus sulcatus LeConte, 1868
- Scolytus nitidulus Chapuis, 1869
- Scolytus bicallosus Eggers, 1933
- Scolytus rimskii Kurentsov, 1941

## Gebruik
In het voorjaar van 2012 werd bekend dat de appelspintkever mogelijk de Amerikaanse vogelkers als waardplant gebruikt en zo kan bijdragen aan de bestrijding ervan.